# Medaller dels Jocs Olímpics d'hivern de 1992
El medaller dels Jocs Olímpics d'Hivern de 1992 presenta totes les medalles lliurades als esportistes guanyadors de les proves disputades en aquest esdeveniment, realitzat entre els dies 8 i 23 de febrer de 1992 a la ciutat d'Albertville (França).
Les medalles apareixen agrupades pels Comitès Olímpics Nacionals participants i s'ordenen de forma decreixent contant les medalles d'or obtingudes; en cas d'haver empat, s'ordena d'igual forma contant les medalles de plata i, en cas de mantenir-se la igualtat, es conten les medalles de bronze. Si dos equips tenen la mateixa quantitat de medalles d'or, plata i bronze, es llisten en la mateixa posició i s'ordenen alfabèticament.
Alemanya, amb un equip unificat, fou la dominadora del medaller. La dissolució de la Unió Soviètica provocà que la seva hereva, l'Equip Unificat, no fos el dominador, si bé fou segon en la classificació general. En aquests Jocs Corea del Sud, Luxemburg, Nova Zelanda i la Xina aconseguiren les seves primeres medalles en uns Jocs Olímpics d'hivern, alhora que Corea del Sud guanyà la seva primera medalla d'or.

## Medaller
| Jocs Olímpics d'hivern de 1992 | Jocs Olímpics d'hivern de 1992 | Jocs Olímpics d'hivern de 1992 | Jocs Olímpics d'hivern de 1992 | Jocs Olímpics d'hivern de 1992 | Anells Olímpics |
| Posició                        | CON                            | Or                             | Plata                          | Bronze                         | Total           |
| 1                              | Alemanya                       | 10                             | 10                             | 6                              | 26              |
| 2                              | Equip Unificat                 | 9                              | 6                              | 8                              | 23              |
| 3                              | Noruega                        | 9                              | 6                              | 5                              | 20              |
| 4                              | Àustria                        | 6                              | 7                              | 8                              | 21              |
| 5                              | Estats Units                   | 5                              | 4                              | 2                              | 11              |
| 6                              | Itàlia                         | 4                              | 6                              | 4                              | 14              |
| 7                              | França                         | 3                              | 5                              | 1                              | 9               |
| 8                              | Finlàndia                      | 3                              | 1                              | 3                              | 7               |
| 9                              | Canadà                         | 2                              | 3                              | 2                              | 7               |
| 10                             | Corea del Sud                  | 2                              | 1                              | 1                              | 4               |
| 11                             | Japó                           | 1                              | 2                              | 4                              | 7               |
| 12                             | Països Baixos                  | 1                              | 1                              | 2                              | 4               |
| 13                             | Suècia                         | 1                              | 0                              | 3                              | 4               |
| 14                             | Suïssa                         | 1                              | 0                              | 2                              | 3               |
| 15                             | R.P. de la Xina                | 0                              | 3                              | 0                              | 3               |
| 16                             | Luxemburg                      | 0                              | 2                              | 0                              | 2               |
| 17                             | Nova Zelanda                   | 0                              | 1                              | 0                              | 1               |
| 18                             | Txecoslovàquia                 | 0                              | 0                              | 3                              | 3               |
| 19                             | Corea del Nord                 | 0                              | 0                              | 1                              | 1               |
| 19                             | Espanya                        | 0                              | 0                              | 1                              | 1               |
| Total                          | Total                          | 57                             | 58                             | 56                             | 171             |